# Дьяченко, Виталий Кузьмич
Вита́лий Кузьми́ч Дьяче́нко (21 июня 1923, село Жаботин, Каменский район, Черкасская область, УССР, СССР — 15 января 2008, Красноярск, Россия) — советский и российский учёный-дидакт, педагог-практик, профессор, новатор, основоположник дидактики как науки об объективных законах организации и исторического развития учебного процесса, родоначальник теории коллективного способа обучения (КСО), автор 19 книг по дидактике, прототип героев трёх романов.

## Биография
Родился в селе Жаботин Каменского уезда Киевской губернии (в связи с изменениями названий и административно-территориального деления село вначале входило в состав Киевской, Кировоградской областей, а с 1954 г. — в новообразованную Черкасскую область).
По национальности украинец.
Отец Кузьма Корнеевич Дьяченко — рабочий, старый большевик, участник гражданской войны, в 30—50-е гг. трудился на административной и партийной работе в системе сельского хозяйства. Мать Анна Авксентьевна Дьяченко была домохозяйкой.
Семья до 1938 г. проживала в совхозе им. Голобородько Карловского района Полтавской области.
В конце 30-х гг. его отца, Кузьму Корнеевича, как активиста колхозного строительства отправили учиться в Москву. В первых числах феврале 1940 г. к нему приехал шестнадцатилетний Виталий, поселился вместе с отцом в общежитии Академии Министерства пищевой промышленности, приступил к обучению в школе № 276.
В январе 1941 г. состоялась судьбоносная встреча Виталия Дьяченко с 63-летним Александром Григорьевичем Ривиным — автором «метода организованного диалога» (или по-другому: «сочетательного диалога», «талгенизма», «метода коллективного взаимного обучения»), знакомство с которым существенно повлияло на формирование научного мировоззрения и всю дальнейшую педагогическую деятельность.
Знакомство с Ривиным длилось полгода. Выпускной вечер будущего педагога и учёного совпал с началом Великой Отечественной войны, в октябре 1941 г. он ушёл в Красную Армию, в воздушно-десантные войска (ВВС, 208 военно-воздушная бригада), оборонял Москву. Прослужив год, был комиссован из-за болезни (диагноз — туберкулёз).
В 1943 г. поступил учиться в Тимирязевскую сельскохозяйственную академию (Москва), проучился там всего год. Потом перешёл в 1944 г. в Киевский государственный педагогический институт им. A.M. Горького, который окончил с отличием в 1946 г. по специальности «педагогика и психология», проучившись 2 года вместо 4 лет.
В 1946—1949 гг. учился в аспирантуре в Украинском НИИ педагогики. В эти годы Виталий Кузьмич начал разработку своей дидактической концепции, которую педагогическая наука того времени отвергла. Вместе с тем в 1952 г. блестяще защитил диссертацию кандидата педагогических наук, но совсем на другую тему — на тему «Методика преподавания учения о понятии в курсе логики в школе».
В 1949—1954 годах работает преподавателем в Киевском педагогическом институте: на кафедре философии, заведует кафедрой логики (1952—1954).
Переезжает в Москву. С 1955 г. по 1974 г. работает в школах Москвы — воспитатель, завуч, учитель математики (№ 544, 12, 91, 16, 13, 343), кроме того, с 1 августа 1957 г. по 28 октября 1959 г. — младший научный сотрудник НИИ методов обучения Академии педагогических наук РСФСР.
Переходит на работу в Центральный институт усовершенствования учителей (с 1.08.1974) — старший преподаватель кафедры педагогики и психологии.
В шутку Виталий Кузьмич называл себя десятижды героем Советского Союза: 10 раз по приказу с работы выгоняли, а потом, разобравшись, восстанавливали, но если бы не исключили с работы, а сразу разобрались, то дали бы звание Героя Советского Союза.
1983—1987 гг. — заведующий кафедрой педагогики и психологии Красноярского государственного университета, куда его пригласил ректор В. С. Соколов — новатор по духу, желавший сделать университет ведущим вузом.
С 1987 г. заведующий кафедрой педагогики и психологии Красноярского краевого института повышения квалификации работников образования. (В дальнейшем в связи с возрастом и реорганизациями официальные должности менялись, но неизменным оставалось содержание деятельности: заведующий кафедрой содержания образования и новых технологий организации учебно-воспитательного процесса; заведующий лабораторией новых технологий учебно-воспитательного процесса; профессор; ведущий научный сотрудник).
Работая в киевских вузах, московских школах, а затем в Центральном институте усовершенствования учителей, В. К. Дьяченко выдвигает новые теоретические идеи, пытается воплотить их на практике, сталкиваясь с большим сопротивлением официальной педагогики и чиновников от образования. Подготовленная им рукопись книги «Общие формы организации процесса обучения» многие годы пролежала в столах издательств, но впервые была опубликована лишь в Красноярске. Именно здесь, в Красноярском государственном университете на физическом факультете, начались первые масштабные работы по переходу к коллективному способу обучения, начала складываться педагогическая команда, появились не просто сторонники, а ученики и последователи, появилась возможность заниматься теорией и практикой своего дидактического открытия, чему способствовали и начинающиеся большие перемены в обществе.

Но особый этап деятельности начинается с 1987 г. — Виталий Кузьмич переходит в Красноярский институт усовершенствования учителей (ныне институт повышения квалификации работников образования), где трудился до последнего дня. На это время приходится самый активный период его деятельности, начинается бурное и плодотворное развитие и распространение идей коллективного способа обучения, много ездит по стране, встречается с педагогами, обсуждает проблемы образования. Именно в красноярский период появляются многочисленные ученики, зарождается мощное педагогическое движение строителей коллективного способа обучения — не только в крае, но и в других регионах России, Казахстане, Армении, развивается Красноярская дидактико-методологическая школа В. К. Дьяченко — М. А. Мкртчяна.
15 июля 1993 г. присвоено учёное звание профессора по кафедре содержания образования и новых технологий учебно-воспитательного процесса.
С 1996 г. действительный член Международной педагогической академии.
В 1999 г. награждён медалью «За заслуги перед Отечеством» II степени.
В 2003 г. за заслуги в области педагогических наук награждён медалью К. Д. Ушинского.

## Теоретический и практический вклад
- Поставил вопросы о материальности обучения и объективности дидактики как науки, о наличии общественно-исторических этапов развития обучения и возможности научного прогнозирования будущих этапов.
- Заложил основы новой дидактики, является родоначальником формационного подхода — нового направления в дидактике, основанного на естественно-научном подходе к анализу учебного процесса и обеспечивающего по объективному компоненту прогнозирование целенаправленного развития школы и вуза.
- Дал определение сущности обучения как особым образом организованного общения людей, в ходе которого воспроизводится и усваивается общественно-исторический опыт, все виды человеческой деятельности.
- Ввёл понятие общих (базисных) форм организации обучения, на которых строится каркас процесса обучения.
- Стал основоположником теории коллективного способа обучения как грядущей общественно-исторической стадии (формации) образования. Разработал принципы организации будущего общественно-исторического способа обучения.
- Разработал разные технологии, приёмы и систему организации работы посредством взаимообучения в сменных парах, которые непосредственно сам применял в школьной практике.
- Свои теоретические и технологические решения претворял на практике на разных авторских площадках в разных регионах: Красноярский край (авторская школа № 21, № 42 и № 93 г. Красноярска, Усть-Манская школа г. Дивногорска, Устюжская школа Емельяновского района и др.), Кемеровская область (г. Новокузнецк — школы № 12 и № 69, г. Ленинск-Кузнецкий, г. Полысаево — школа № 17, г. Кемерово), Тюменская область (г. Лангепас — гимназия № 6), республика Якутия, Москва, Санкт-Петербург, Омск, Тверь, Ярославль, Ростов-на-Дону, Волгодонск, некоторые области Казахстана (Алма-Атинская, Кустанайская, Восточно-Казахстанская), Киргизия и др.

## Научные труды
- Дьяченко В. К. Общие формы организации процесса обучения: Актуал. пробл. теории и практики обучения. — Красноярск: Изд-во Краснояр. ун-та, 1984. — 185 с.
- Дьяченко В. К. Организационная структура учебного процесса и её развитие. — М. Педагогика, 1989. — 159 с.
- Дьяченко В. К. Сотрудничество в обучении: О коллектив. способе учеб. работы: Кн. для учителя. — М.: Просвещение, 1991. — 192 с.
- Дьяченко В. К. Новая педагогическая технология учебно-воспитательного процесса: О переходе к коллективному способу обучения. — Усть-Каменогорск: МП «Просвещенец», 1992. — 183 с.
- Дьяченко В. К. Новая педагогическая технология и её звенья. Демократическая система обучения по способностям. — Красноярск: Изд-во Краснояр. ун-та, 1994. — 182 с.
- Дьяченко В. К. Диалоги об обучении. О переходе на демократическую систему обучения по способностям. — Красноярск: Изд-во Краснояр. ун-та, 1995. — 216 с.
- Дьяченко В. К., Кусаинов Г. М. Диалоги о школе XXI века. — Алматы: Галым,1995. — 207 с.
- Дьяченко В. К. Современная дидактика: Теория и практика обучения в общеобразоват. шк.: в 2 частях / Новокузнец. ин-т повышения квалификации. — Новокузнецк: Изд-во ИПК, 1996. — Часть 1 — 261 с.; Часть 2 — 334 с.
- Дьяченко В. К. Развивающее обучение и новейшая педагогическая технология. — Красноярск: КК ИПК РО, 1998. — 436 с.
- Дьяченко В. К. Реформирование школы и образовательные технологии: в 2 частях. — Красноярск, Новокузнецк: ИПК РО, 1999. — Часть 1 — 167 с.; Часть 2 — 209 с.
- Дьяченко В. К. Новая дидактика. — М.: Народное образование, 2001. — 496 с.
- Дьяченко В. К. Коллективный способ обучении: дидактика в диалогах. — М.: Народное образование, 2004. — 352 с.
- Дьяченко В. К. Наука об обучении и образование XXI века. — Красноярск — Москва — Усть-Каменогорск — Алматы, 2004. — 418 с.
- Дьяченко В. К. Основное направление развития образования в современном мире. — М.: Школьные технологии, 2005. — 512 с.
- Дьяченко В. К. Как создаются педагогические мифы? — Красноярск — Усть-Каменогорск — Алматы, 2005. — 102 с.
- Дьяченко В. К. Дидактика: учебное пособие для системы повышения квалификации работников образования: в 2-х томах. — М.: Народное образование, 2006. — Т. 1. — 400 с.; Т. 2. — 384 с.

Все книги размещены в Цифровом архиве наследия учёного.

## Научная литература о В.К. Дьяченко
- Воспоминания // Коллективный способ обучения: научно-методический журнал. — 2008. — № 10..
- Мкртчян М. А. Вклад В. К. Дьяченко в создание современной дидактики // Современная дидактика и качество образования: материалы научно-методической конференции, Красноярск, 15-16 января 2009 г.: В 2 ч. Ч. 1. — Красноярск, 2009. — С. 72-77.
- Мкртчян М. А. Начала новой дидактики// Инновации в образовании. — 2012. — № 7. — С. 47-57.
- Мкртчян М. А. XX век — три этапа становления идей КСО // Коллективный способ обучения: научно-методический журнал. — 1995. — № 1. — С. 6-10.
- Мкртчян М. А. Становление коллективного способа обучения: монография. — Красноярск, 2010.- 228 с.

## Художественная литература: прототип героев романов
- Тендряков Владимир Фёдорович, роман «За бегущим днём» (1959 г.), в котором Виталий Кузьмич Дьяченко — прототип учёного Ткаченко.
- Бейлина Нинель Вениаминовна, роман «Книга встреч» (1968 г.) — прототип учителя и учёного Максима Москалёва, ученика и последователя Матвея Савельевича Гольцова (одним из прототипов которого, по всей вероятности, является А. Г. Ривин).
- Азаров Юрий Петрович, роман «Не подняться тебе, старик» (1989 г.) — прототип учителя Святко.
- Азаров Юрий Петрович, роман «Соленга» (1983 г.) — упоминается как учёный под своим именем.

Прочитать указанные художественные произведения (полнотекстовые, а также специально вырезанные фрагменты), познакомиться с кратким содержанием каждого романа, сюжетно-содержательными линиями, посвящёнными Виталию Кузьмичу и его идеям, а также узнать об авторах романов можно в Цифровом архиве наследия учёного на специальной странице портала общественно-педагогического движения по созданию коллективного способа обучения.